# 秋芳町
秋芳町（日语：／ Shūhō chō */?）是過去位於山口縣西部的行政區劃，已於2008年3月21日與美禰市、美東町合併為新設立的美禰市。
轄區北部位於中國山地的山區內，南部為較平緩的丘陵地形，同時也是以喀斯特地形而聞名的秋吉台，轄內大多地區都被劃入秋吉台國定公園，也因此觀光業成為此區域最主要的產業。人口主要集中在厚東川兩側的河岸地區。

## 歷史
在令制國時代屬於長門國美禰郡，1889年日本實施町村制時，秋芳町的轄區在當時分屬秋吉村、岩永村、別府村、共和村；1955年4月1日這四個行政區劃合併為秋芳町。
2008年3月21日原屬美禰郡的行政區劃－秋芳町、美禰市、美東町再次整併，合併為新設立的美禰市。

### 變遷表
| 1889年4月1日 | 1889年 - 1926年           | 1926年 - 1954年             | 1955年 - 1989年      | 1989年 - 現在        | 現在                 |
| ------------ | ------------------------- | --------------------------- | -------------------- | -------------------- | -------------------- |
| 豐田前村     | 豐田前村                  | 1953年6月1日 改制為豐田前町 | 1954年3月31日 美禰市 | 2008年3月21日 美禰市 | 2008年3月21日 美禰市 |
| 伊佐村       | 1924年1月1日 改制為伊佐町 | 1924年1月1日 改制為伊佐町   | 1954年3月31日 美禰市 | 2008年3月21日 美禰市 | 2008年3月21日 美禰市 |
| 大嶺村       | 大嶺村                    | 1939年5月1日 改制為大嶺町   | 1954年3月31日 美禰市 | 2008年3月21日 美禰市 | 2008年3月21日 美禰市 |
| 東厚保村     |                           |                             | 1954年3月31日 美禰市 | 2008年3月21日 美禰市 | 2008年3月21日 美禰市 |
| 西厚保村     |                           |                             | 1954年3月31日 美禰市 | 2008年3月21日 美禰市 | 2008年3月21日 美禰市 |
| 於福村       |                           |                             | 1954年3月31日 美禰市 | 2008年3月21日 美禰市 | 2008年3月21日 美禰市 |
| 大田村       | 1923年8月1日 改制為大田町 | 1923年8月1日 改制為大田町   | 1954年10月1日 美東町 | 2008年3月21日 美禰市 | 2008年3月21日 美禰市 |
| 赤鄉村       |                           |                             | 1954年10月1日 美東町 | 2008年3月21日 美禰市 | 2008年3月21日 美禰市 |
| 綾木村       |                           |                             | 1954年10月1日 美東町 | 2008年3月21日 美禰市 | 2008年3月21日 美禰市 |
| 真長田村     |                           |                             | 1954年10月1日 美東町 | 2008年3月21日 美禰市 | 2008年3月21日 美禰市 |
| 秋吉村       | 秋吉村                    | 秋吉村                      | 1955年4月1日 秋芳町  | 2008年3月21日 美禰市 | 2008年3月21日 美禰市 |
| 岩永村       |                           |                             | 1955年4月1日 秋芳町  | 2008年3月21日 美禰市 | 2008年3月21日 美禰市 |
| 別府村       |                           |                             | 1955年4月1日 秋芳町  | 2008年3月21日 美禰市 | 2008年3月21日 美禰市 |
| 共和村       |                           |                             | 1955年4月1日 秋芳町  | 2008年3月21日 美禰市 | 2008年3月21日 美禰市 |

## 交通
轄內無軌道交通路線經過，對外交通仰賴中國JR巴士、防長交通、山電交通所經營的客運路線。

## 觀光景點

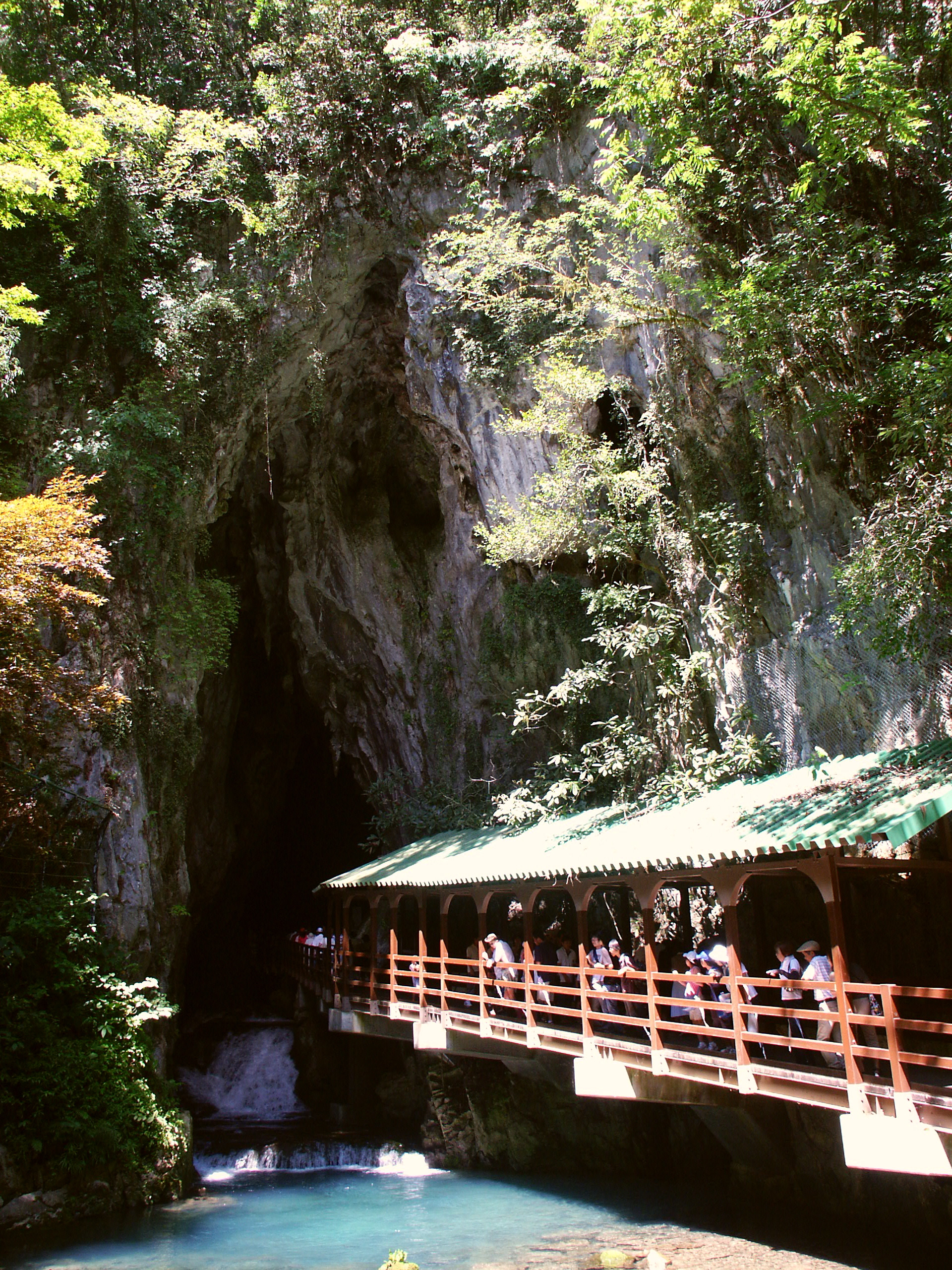
秋芳洞

屬於秋吉台國定公園的秋吉台及其下方最大的鐘乳洞秋芳洞、大正洞、景清穴、中尾洞為轄內最知名的觀光景點，此區域內也設置了秋吉台科學博物館、秋吉台家族旅行村、秋吉台少年自然之家、秋吉台青年旅舍等多個觀光設施。
在轄區西部還有被列為名水百選的別府弁天池。

## 教育
過去轄內僅有山口縣立美彌高等學校一所高中，但隨著美禰市在2008年整併後，美彌高等學校也在2015年與美禰市內其他高中整併為山口縣立美禰青嶺高等學校。